# الإمبراطورية الاستعمارية الفرنسية

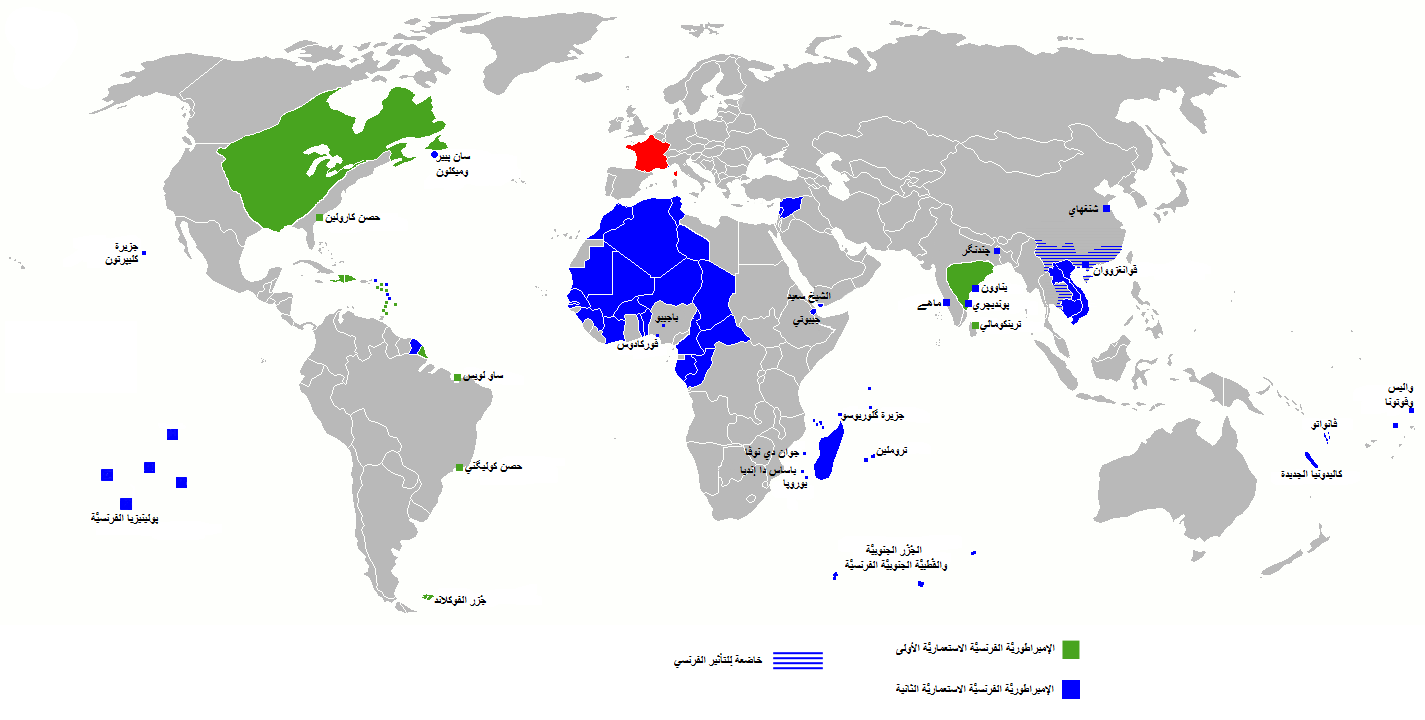
خريطة الإمبراطوريتين الاستعماريتين الفرنسيتين الأولى بالأزرق الفاتح) والثانية (بالأزرق الغامق)

الإمبراطورية الاستعمارية الفرنسية (بالفرنسية: Empire colonial français) هي مجموعة من المناطق التي خضعت للحكم الفرنسي خارج أوروبا منذ مطلع القرن السابع عشر (1600) حتى أواخر العقد الثامن من القرن العشرين (1980). وكانت إمبراطورية مسيطرة في العالم، وكانت تمتلك عدة مستعمرات في مواقع مختلفة حول العالم. كانت فرنسا، في القرنين التاسع عشر والعشرين، ثاني أكبر سلطة في العالم بعد الإمبراطورية البريطانية. امتدت الإمبراطورية الاستعمارية الفرنسية الثانية لمساحة 12,347,000 كم² من الأراضي في أقصى اتساعها عند بدايات القرن العشرين. فالأراضي التي خضعت لحكم الإمبراطوري، بما فيها فرنسا البلد الأم، وصلت 12,898,000 كم² بين عامي 1920 و 1930. وهذا يساوي 8,6% من مساحة أراضي الكرة الأرضية[ ؟ ]. وتعد الإمبراطورية الفرنسية الثانية حجماً من حيث المساحة بعد الإمبراطورية البريطانية، إذ بلغت مساحتها 13,000,000 كم في ذروة توسعها في مطلع القرن العشرين.

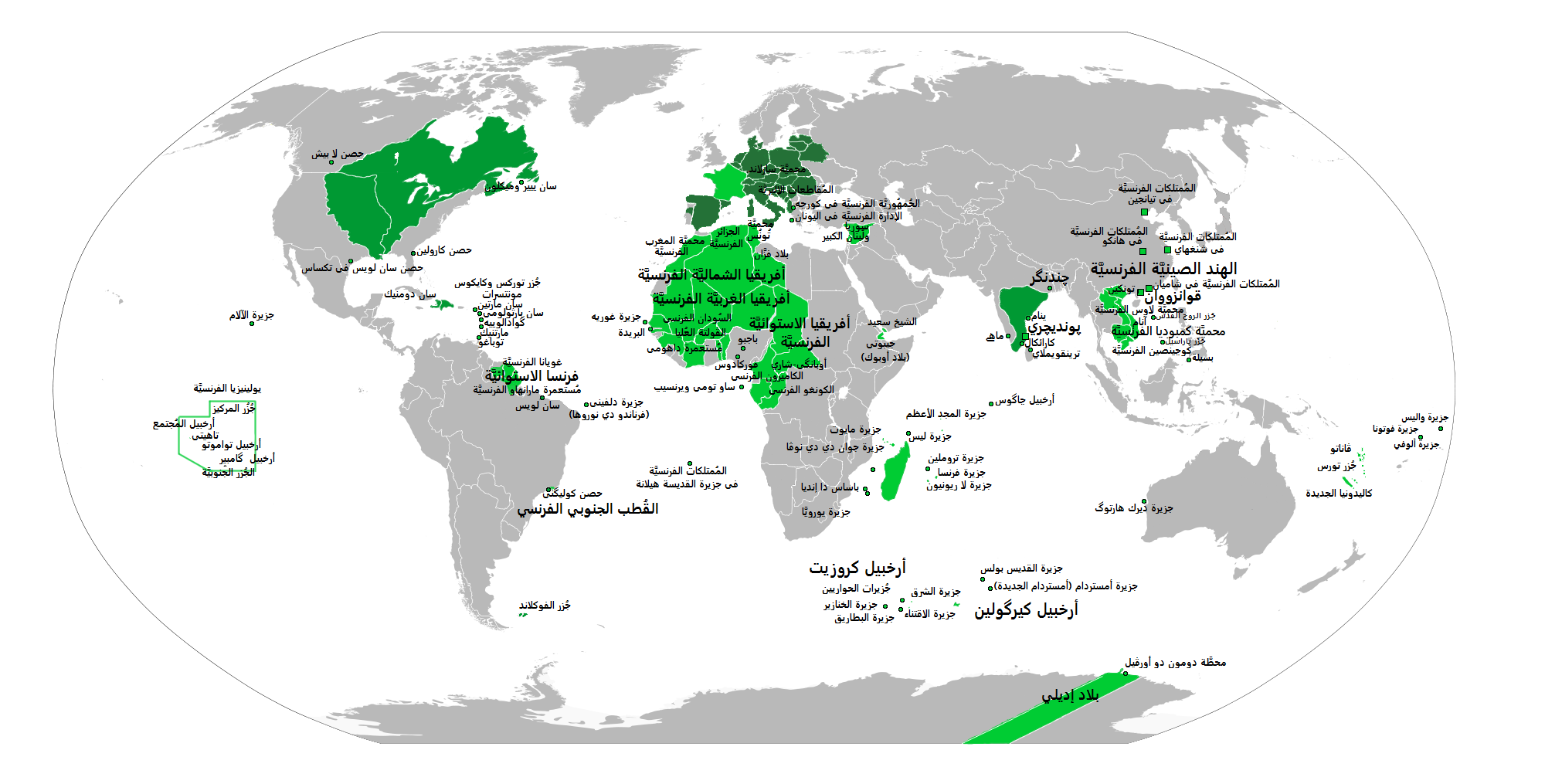
بطاقة (خريطة) (الليلة الاولى المصاهر (الأخضر) و (الخضراء) والثانية (سوداء الاستعمارية الإمبراطورية الفرنسية

بدأت فرنسا في تأسيس مستعمرات في أمريكا الشمالية والكاريبي والهند، مقتفيةً نجاحات الإمبراطوريتين الإسبانية والإمبراطورية البرتغالية أثناء عصر الاستكشافات، في تنافس مع بريطانيا للسيادة. وقد أدت سلسلة من الحروب مع بريطانيا في القرن الثامن عشر ومطلع التاسع عشر، والتي خسرتها فرنسا، إلى انتهاء طموحاتها الاستعمارية في تلك القارات، ومعها انتهت ما سماه بعض المؤرخين الإمبراطورية الاستعمارية الفرنسية «الأولى». وفي القرن التاسع عشر، أسست فرنسا إمبراطورية جديدة في أفريقيا وجنوب شرق آسيا، والتي ظلت متماسكة بالرغم من غزو فرنسا من قِبل ألمانيا النازية أثناء الحرب العالمية الثانية. بعد الحرب، بدأت الحركات المناهضة للاستعمار في تحدي السلطات الفرنسية، وقد حاربت فرنسا بدون نجاح حروباً مريرة في عقد 1950 ومطلع عقد 1960 في الفيتنام والجزائر تشبثاً بالإمبراطورية.
وبنهاية سنة 1962، كانت معظم مستعمرات فرنسا قد حصلت على استقلالها، ما عدا بعض الجزر والأرخبيل الموجودين في شمال الأطلسي، والبحر الكريبي، والمحيط الهندي، وشمال وجنوب المحيط الهادي، المحيط المتجمد الجنوبي، بالإضافة إلى أرض يابسة في أمريكا الجنوبية، تشكل مع بعضها مساحة 123,150 كم² أي ما يساوي 1% من مساحة الإمبراطورية الاستعمارية الفرنسية قبل 1939، ويعيش فيها حوالي 2,564,000 نسمة في إحصائيات 2007. جميعهم يتمتعون بتمثيل سياسي كامل على المستوى الوطني، وبدرجات متفاوتة من الحكم الذاتي التشريعي.

## تاريخ

### أفريقيا وآسيا

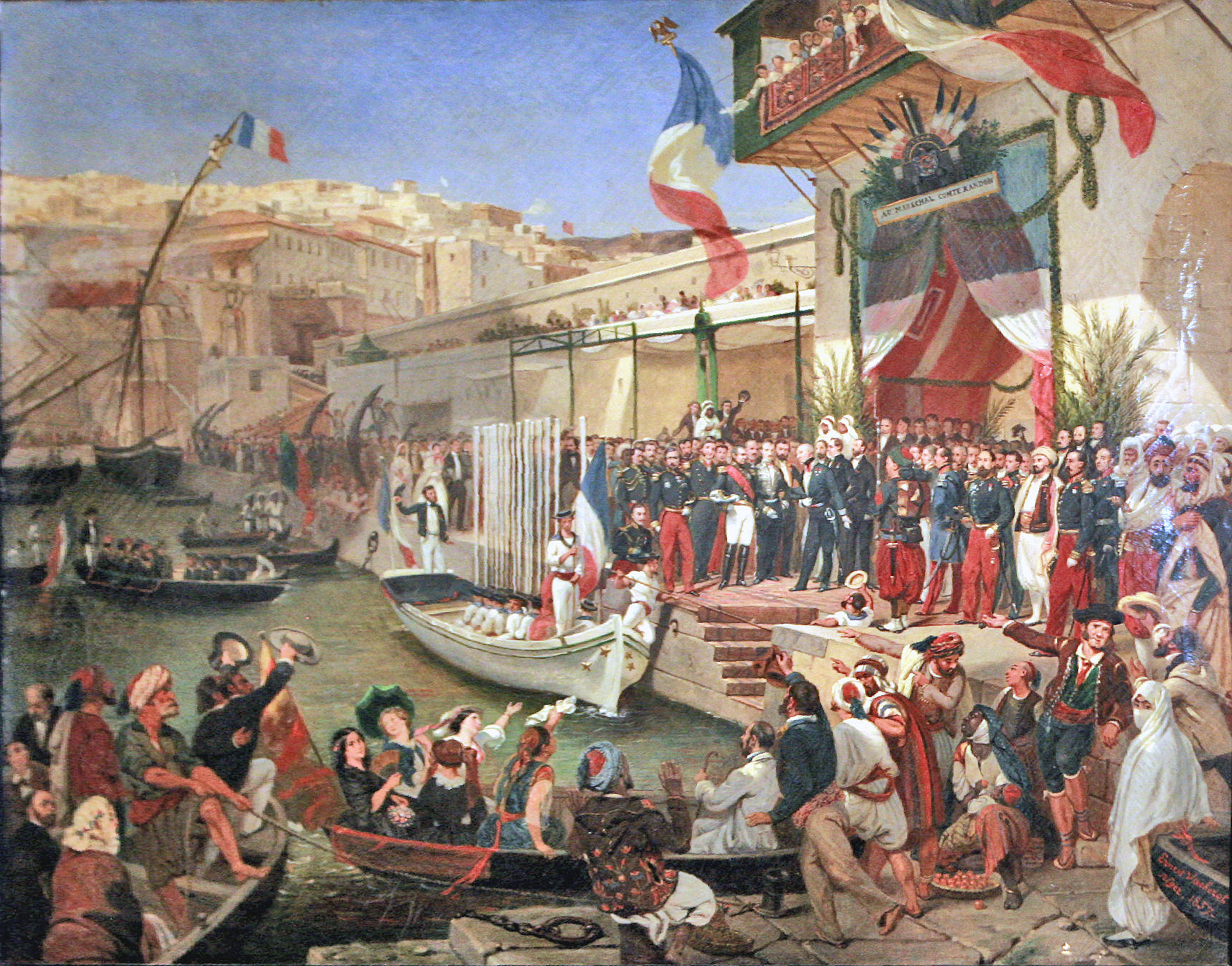
لوحة للفنان إرنست فرانسيس فيشرو لوصول المارشال الفرنسي، جاك لوي راندون، إلى العاصمة الجزائرية في عام 1857.

لم يقتصر التوسع الاستعماري الفرنسي على العالم الجديد فقط.
مع انتهاء حروب فرنسا الدينية، دعم الملك هنري الرابع العديد من الشركات التي أقيمت لغاية تطوير التجارة مع الأراضي الفرنسية البعيدة. في شهر ديسمبر 1600، أُسست شركة جديدة من خلال اتحاد سان مالو مع لافال وفيتري للتعاون بالتجارة مع جزر الملوك واليابان. انطلقت في شهر مايو من عام 1601 سفينتان، حملتا اسم كرواسان وكوربين، حول رأس الرجاء الصالح. تحطمت إحدى السفينتين في المالديف، وألقى سكان هذه الجزر القبض على فرانسوا بيرار دي لافال، وبقي سجينهم لخمس سنوات، إلى أن تمكن من العودة إلى فرنسا في عام 1611. وصلت السفينة الثانية التي تحمل فرانسوا مارتي دي فيتريه إلى سيلان (مجموعة الجزر التي تعرف اليوم باسم سريلانكا) وتبادلت البضائع مع سلطنة آتشيه في سومطرة، إلا أن الهولنديين استولوا عليها خلال رحلة عودتها إلى خليج فينيستر. كان فرانسوا مراتين دي فيتريه أول فرنسي يكتب سردًا للأسفار إلى الشرق الأقصى في عام 1604، وذلك بناءً على طلب الملك هنري الرابع، ونُشرت بعد ذلك العديد من التقارير حول أسفار الأوروبيين عبر القارة الآسيوية.
من عام 1604 وحتى 1609، وبعد عودة فرانسوا مارتن دي فيتريه، زاد حماس الملك هنري الرابع للتوجه إلى القارة الآسيوية، وعمل على تأسيس شركة الهند الشرقية الفرنسية على غرار إنجلترا وهولندا. في 1 يونيو 1604، أصدر الملك هنري الرابع خطابات تفويض ملكية لتجاربلدية دييب لتأسيس شركة دييب، ومنحَهم حقوقًا حصريًا للتجارة الآسيوية مدتها 15 عامًا. مع ذلك، لم ترسل أي سفن باتجاه آسيا حتى عام 1616. في عام 1609، عاد رحالة آخر، بيير أوليفييه مالهيرب، من رحلة حول الكرة الأرضية، وأبلغ الملك هنري عن مغامراته، وزياراته لكل من الصين والهند التي اجتمع فيها مع ثالث سلاطين دولة المغول الهندية، جلال الدين محمد أكبر.
في السنغال غربي أفريقيا، شرع الفرنسيون، في عام 1624، بإنشاء مراكز تجارية على طول ساحل المحيط الأطلسي.
في عام 1664، أُسست شركة الهند الشرقية الفرنسية للمنافسة على التجارة في الشرق.
أنشئت مستعمرات في الهند في كل من شاندرناغور (1673)، وبونديشيري في الجنوب الشرقي (1674)، ولاحقًا في يانام (1723)، وماهي في عام (1725)، وكاريكال في عام (1739). أشئت أيضًا مستعمرات المحيط الهندي في إيل دو بوربون (لاريونيون، في عام 1664)، وجزيرة دو فرانس (موريشيوس، في عام 1718)، وسيشل (1756).

### الصراع الاستعماري مع بريطانيا

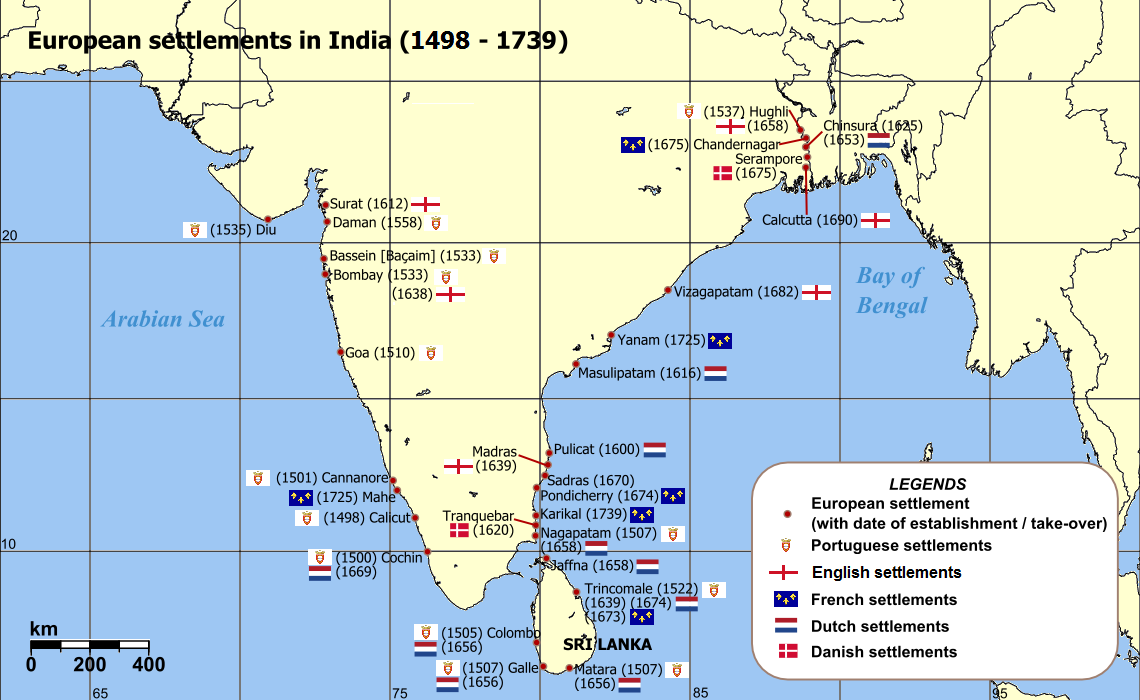
المستوطتات الفرنسية والأوروبية الأخرى في مستعمرة الهند

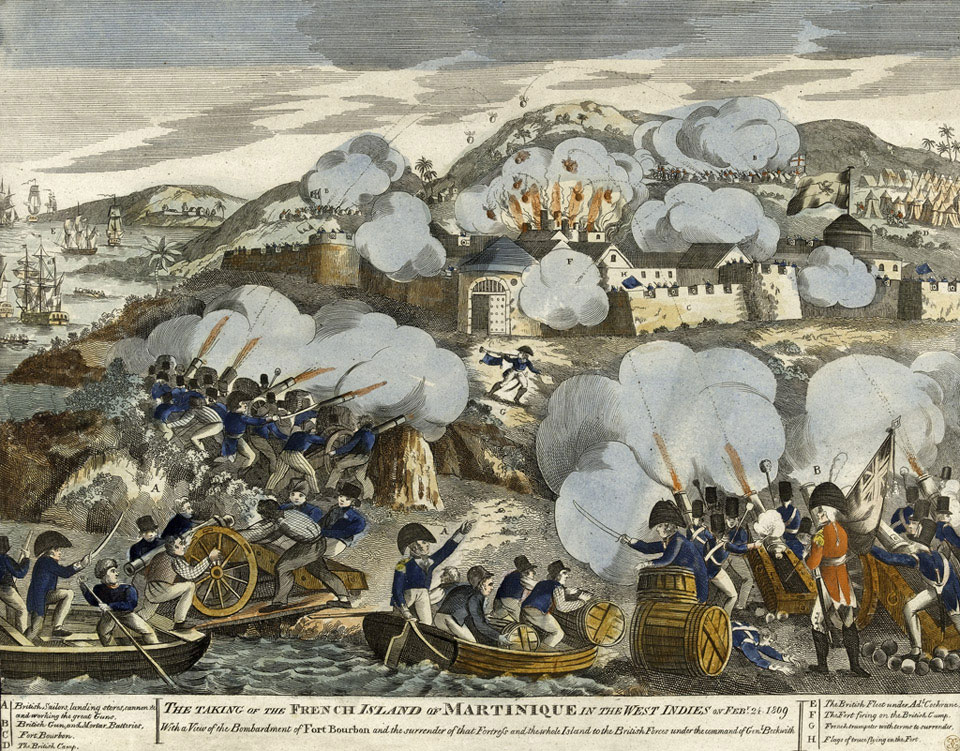
الغزو البريطاني لجزيرة مارتينيك في الهند الغربية في عام 1809.

في منتصف القرن الثامن عشر، بدأت سلسلة من الصراعات الاستعمارية بين بريطانيا وفرنسا، تسببت في نهاية المطاف بتدمير معظم المستعمرات التابعة الإمبراطورية الفرنسية الأولى، وطرد شبه كامل لفرنسا من القارتين الأمريكيتين. تضمنت هذه الصراعات حرب الخلافة النمساوية (1740-1748)، وحرب السنوات السبع (1756-1763)، والثورة الأمريكية (1775-1783)، وحروب الثورة الفرنسية (1793-1802)، والحروب النابليونية (1803-1815)، ويمكن أيضًا ضم الحروب الفرنسية والهندية إلى هذه الصراعات. يُطلق أحيانًا على سلسلة الصراعات هذه اسم حرب المئة عام الثانية.  
لم تكن حرب الخلافة النمساوية حاسمة –مع نجاح فرنسا في الهند بقيادة الحاكم العام جوزيف فرانسوا دوبلكس، وانتصارها في أوروبا بقيادة المارشال ساكس- أما حرب السنوات السبع، التي تمكنت فرنسا من تحقيق عدة انتصارات في بداياتها في كل من مينوركا وأمريكا الشمالية، فقد شهدت هزيمة فرنسية، ويعود ذلك إلى تفوق البريطانيين من حيث العدد (أكثر من مليون بريطاني مقابل 50 ألف مستوطن فرنسي)، ليس فقط جميع مناطق فرنسا الجديدة (باستثناء جزر سان بيير وميكلون الصغيرة)، وإنما في معظم المستعمرات الفرنسية الهندية الغربية (الكاريبية)، وفي جميع البؤر الاستيطانية الهندية الفرنسية. 
شهدت الفترة اللاحقة لتوقيع معاهدة السلام إعادة للبؤر الاستيطانية في فرنسا وجزر الكاريبي وجوادلوب للسيطرة الفرنسية، وتمكن البريطانيون من فرض نفوذهم على الهند، وخسرت فرنسا معظم أمريكا الشمالية، إذ استولت بريطانيا على معظم أراضي فرنسا الجديدة (التي يشار إليها أيضًا باسم أمريكا الشمالية البريطانية)، باستثناء لويزيانا التي تنازلت عنها فرنسا لصالح إسبانيا مقابل دخول إسبانيا للحرب، وكتعويض عن ضم بريطانيا لفلوريدا الإسبانية. تنازلت فرنسا أيضًا عن غرينادا وسانت لوسيا في جزر الهند الغربية لصالح البريطانيين. ندم الفرنسيون على خسارة كندا لعدة أجيال قادمة، إلا أنهم كانوا ينظرون إلى الاستعمار حينها على أنه موضوع غير مهم بالنسبة لفرنسا وغير أخلاقي.
انتعشت الإمبراطورية الاستعمارية الفرنسية بعض الشيء أثناء التدخل الفرنسي بحرب الاستقلال الأمريكية، مع عودة سانت لوسيا إلى فرنسا بموجب معاهدة باريس لعام 1783، إلا أن هذا الانتعاش لم يكن بالجحم الذي كان يأمله الفرنسيون عند تدخلهم بالحرب. وقعت الكارثة الحقيقية بما تبقى من الإمبراطورية الاستعمارية الفرنسية في عام 1791، عندما تمزقت سانت دومينغو (الثلث الغربي من جزيرة هيسبانيولا الكاريبية)، أغنى وأهم المستعمرات الفرنسية، جراء تمرد العبيد الذي نتج جزئيًا عن وقوع انقسامات بين نخبة سكان الجزيرة التي ظهرت بعد اندلاع الثورة الفرنسية عام 1789.
تمكن العبيد، بقيادة توسان لوفرتور (وتحت قيادة جان جاك ديسالين بعد أن أسر الفرنسيون لوفرتور في عام 1801) من الصمود في وجه خصومهم من الفرنسيين والبريطانيين. أطلق الفرنسيون حملة استكشافية فاشلة في عام 1802، وواجهوا حصارًا بحريًا ملكيًا معوقًا في العام التالي، ونتيجة لذلك، تمكنت إمبراطورية هايتي من إعلان استقلالها في عام 1804، وأضحت بذلك أول جمهورية سوداء في العالم، تلتها ليبيريا في عام 1847. تراجع عدد السكان السود والمولاتو في جزيرة هيسبانيولا (بما في ذلك الشرق الإسباني) من 700 ألف  في عام 1789 إلى 351,819 في عام 1804. لقي حوالي 80 ألف هاييتي حتفهم في حملة عامي 1802-1803 وحدها. بالمقابل، لقي 45 ألف جندي فرنسين بينهم 18 جنرال، إضافة إلى 10 آلاف بحار، حتفهم في نفس الحملة، ويعود سبب وفاة الغالبية العظمى منهم إلى إصابتهم بالمرض. دون الكابتن سوريل (اسمه الأول غير معروف) من البحرية البريطانية ما يلي: «خسرت فرنسا هناك واحدًا من أفضل الجيوش التي أرسلتها على الإطلاق، جيشًا يضم قدامى المحاربين المنتقين بعناية، إضافة إلى غزاة إيطاليا وجحافل الجيوش الألمانية. حُرمت فرنسا اليوم تمامًا من سلطتها ونفوذها في جزر الهند الغربية».

في غضون ذلك، أدت الحرب الفرنسية المستأنفة حديثًا مع بريطانيا إلى استيلاء بريطانيا على جميع المستعمرات الفرنسية التي كانت ما تزال تحت السيطرة الفرنسية تقريبًا. استعاد الفرنسيون هذه المستعمرات مع توقيع معاهدة أميان في عام 1802، لكن سرعان ما استعادها البريطانيون مع استئناف الحرب في عام 1803. لم تستفد فرنسا من إعادة شراء لوزيانا في عام 1800، إذ آمن نابليون، بعد نجاح الثورة الهاييتية، بأن الفائدة المرجوة من الاحتفاظ بلويزيانا لا تستحق المخاطرة، فما كان من فرنسا إلا أن باعتها للولايات المتحدة في عام 1803. لم تنجح المحاولات الفرنسية الهادفة لتأسيس مستعمرة في مصر بين عامي 1798-1801. خسرت فرنسا في حملتها على مصر ما لا يقل عن 15 ألف قتيل، و8500 سجين؛ وخسرت بالمجمل 50 ألف قتيل أو جريح، و15 ألف سجين في سجون تركيا ومصر والأراضي العثمانية الأخرى وبريطانيا.

خريطة تظهر تطور الإمبراطورية الاستعمارية الفرنسية

## أول إمبراطورية استعمارية فرنسية
إن الرحلة البحرية للمستكشفين جيوفاني دي فيرازانو وجاك كارتييه في بدايات 1500م، بالإضافة إلى الرحلات المتكررة للمراكب الفرنسية وصائدي السمك إلى غراند بانكس ونيوفنلند[ ؟ ] طوال ذلك القرن، كانت هي أصل قصة تمدد المستعمرات الفرنسية. ولكن الغيرة الأسبانية على مصالحها، والتهاء الفرنسيين في آخر القرن السادس عشر بحروبهم الدينية (French Wars of Religion) منعت أي جهود مستديمة للاستيطان. أولى المحاولات الفرنسية لإيجاد مستعمرات في 1612 في (France équinoxiale) جويانا الفرنسية وفي البرازيل، في 1555 في ريو دي جانيرو وفي فلوريدا (بما فيها فورت كارولين في 1562). كانت هذه المحاولات غير ناجحة بسبب نقص الاهتمام الرسمي واحتراس الأسبان والبرتغاليون.
بدأت القصة الحقيقية للمستعمرات الفرنسية في شهر 27 تموز 1605، بتأسيس المرفأ الملكي (Port Royal) في مستعمرة أكاديا (Acadia) في أمريكا الشمالية، في نوفا سكوشيا، كندا. بعد عدة سنوات، في 1608، أسس صمويل دو شامبلان مدينة كيبيك، التي أصبحت عاصمة لأكبر مستعمرة (لكنها قليلة عدد المستوطنين) وسميت فرنسا الجديدة (وتسمى أيضاً كندا).
وبالرغم من التحالف مع العديد من القبائل الأمريكية الأصلية، كانت فرنسا قادرة على أن تمارس حكماً غير ثابتاً على أغلب القارة الأمريكية الشمالية. وحصرت مساحة المستعمرة الفرنسية بوادي نهر سان لوران (St. Lawrence River). قبل تأسيس مجلس الشورى الملكي (Sovereign Council)، توسعت أراضي فرنسا الجديدة كمستعمرات تجارية. وعند وصول جان تالون في 1665 أعطت فرنسا مستعمراتها الأمريكية الوسائل اللازمة لتطوير مستعمرات سكانية مقارنة بمثيلاتها البريطانية. ولكن الاهتمام الفرنسي بالاستعمار كان قليلاً، وتركز الاهتمام في السيطرة داخل أوروبا، ولذلك كانت فرنسا الجديدة أو كندا وراء المستعمرات البريطانية في أمريكا الشمالية في العدد والتطور الاقتصادي. حتى أن أكاديا نفسها ذهبت للبريطانيين في معاهدة أوترخت عام 1713.

## توسع فرنسا
في 1699 توسعت الأقاليم الفرنسية في أمريكا الشمالية أكثر فأكثر، مع تأسيس لويزيانا في حوض نهر المسيسيبي. إن الشبكة التجارية الكثيفة خلال المنطقة المتصلة إلى كندا خلال البحيرات العظمى، كانت محمية بنظام واسع من التحصينات، ومركزة في بلد إلينويز (Illinois Country) وفي أركنسو (Arkansas) في وقتنا الحاضر.
في الحين الذي كانت فيه الإمبراطورية الفرنسبة تنمو في أمريكا الشمالية، بدأ الفرنسيون في بناء إمبراطورية أصغر ولكنها أنفع في جزر الهند الغربية. بدأت المستوطنات في عام 1624 على طول ساحل أمريكا الجنوبية بما يعرف اليوم جويانا الفرنسية، وأسست مستعمرة في سانت كيتس (Saint Kitts) في عام 1625 (شاركت هذه الجزيرة مع البريطانيين حتى معاهدة أوترخت في 1713 حيث تخلت عنها). أسست شركة الجزر الأمريكية (Compagnie des Îles de l'Amérique) في عام 1635، وأسست مستعمرة في سانت لوسيا (Saint Lucia) في عام 1650. وبدأت المزارع المنتجة للغذاء في هذه المستعمرات، وزودت بالعبيد من تجارة الرقيق في القارة الأفريقية. المقاومة المحلية من الشعوب الأصلية سببت الترحيل الكاريبي (Carib Expulsion) في عام 1660. لم تأت ملكية المستعمرات الكاريبية الأكثر أهمية حتى عام 1664، عندما أسست مستعمرة سانت دومينغو (Saint-Domingue) وتسمى اليوم هايتي، والتي أسست على النصف الغربي من الجزيرة الأسبانية إسبانيولا (Hispaniola). في القرن الثامن عشر كبرت مستعمرة سانت دومينغو لتصبح أغنى مستعمرة سكر في الكاريبي. القسم الشرقي من إسبانيولا (تعرف اليوم بجمهورية الدومنيكان) أيضاً إذا تحت الحكم الفرنسي لفترة قصيرة، بعد أن أعطتها إسبانيا لفرنسا في عام 1795.
لم يتقيد توسع الاستعمار الفرنسي بالعالم الجديد على أية حال. بدأ الفرنسيون في السنغال، وأفريقيا الجنوبية بتأسيس مراكز تجارية على طول الساحل في عام 1624. وفي عام 1664، أسست شركة الهند الشرقية الفرنسية لتدخل المنافسة في التجارة مع الشرق. أسست المستعمرات في الهند في (Chandernagore) عام 1673، وفي (Pondicherry) في الجنوب الشرقي (1674)، وبعدها في يانام (Yanam) عام 1723، وماه (Mahe) في عام 1725، وكاريكال (Karikal) في عام 1739 (انظر في الهند الفرنسية). وأسست أيضاً مستعمرات في المحيط الهندي، على جزيرة بوربون (ريونيون 1664)، وجزيرة فرنسا (موريتيوس (Mauritius)، 1718)، وسيشل (Seychelles) في عام 1756.

## الصراع الاستعماري مع بريطانيا
في منتصف القرن الثامن عشر، بدأت سلسلة من الصراعات الاستعمارية مع بريطانيا، والتي أدت إلى تدمير أغلب الإمبراطورية الاستعمارية الفرنسية الأولى.
هذه الحروب هي: حرب الخلافة النمساوية (1744 - 1748)، وحرب السنوات السبع (1756 - 1763)، وحرب الثورة الأمريكية (1778 - 1783)، والثورة الفرنسية (1793 - 1802)، والحروب النابليونية (1803 - 1815). وهذه الحروب قد تعود إلى زمن مضى إلى بدايات الحروب الفرنسية الهندية. عرفت هذه الحروب بحرب المئة عام الثانية.
بالرغم من أن حرب الخلافة النمساوية لم تكن حاسمة (بالرغم من النجاحات الفرنسية في الهند تحت قيادة الحاكم العام الفرنسي جوزيف فرانسوا دوبلكس) فإن حرب السنوات السبع، بعد النجاحات الفرنسية المبكرة في مينوركا (Minorca) وأمريكا الشمالية، أظهرت هزيمة فرنسية مع التفوق العددي البريطاني (أكثر من 1 ميلون ضد 50 ألف مستعمر فرنسي) وتقهقرت فرنسا ليس فقط في فرنسا الجديدة (ما عدا جزر صغيرة مثل سان بيار وميكلون، وإنما في معظم المستعمرات الفرنسية في جزر الهند الغربية (الكاريبي)، وفي جميع القواعد الهندية الفرنسية.
أظهرت معاهدة الصلح أن فرنسا أعادت لعهدتها القواعد الهندية الفرنسية، والجزر الكاريبية (المارتينيك وجزر جوادلوب)، فإن بريطانيا ربحت المنافسة في النفوذ في الهند، وخسرت جميع أمريكا الشمالية (معظم فرنسا الجديدة أخذتها بريطانيا وصارت تسمى أمريكا الشمالية البريطانية) ما عدا لويزيانا التي تخلت عنها فرنسا لإسبانيا كمكافأة على دخولها المتأخر في الحرب (وكتعويض عن إلحاق فلوريدا الإسبانية ببريطانيا). وتنازلت أيضاً إلى البريطانيين عن غرينادا (Grenada) وسانت لوسيا (Saint Lucia) في جزر الهند الغربية. بالرغم من أن فقد كندا سوف يسبب حسرة أكبر في قلوب الأجيال الجديدة، فإنها أثارت تعاسة قليلة في الوقت الذي نظرت فيها فرنسا إلى الاستعمار على أنه غير مهم لفرنسا ولا أخلاقي.
استرجعت فرنسا بعض إمبراطوريتها الاستعمارية خلال التدخل الفرنسي في الثورة الأمريكية، حيث عادت سانت لوسيا إلى فرنسا بموجب معاهدة باريس[ ؟ ] في عام 1783، ولكن ليس تقريباً كما أملت فرنسا عندما تدخلت. الكارثة الحقيقية حدثت للإمبراطورية الفرنسية عندما انشقت سانت دومينغو (تشمل القسم الغربي الثالث من الجزر الكاريبية لإسبانيولا)، وهي أهم وأغنى مستعمرة فرنسية، حيث قامت فيها ثورة للعبيد في أعقاب الثورة الفرنسية في 1789. قاد ثورة العبيد توسان لوفرتور حيث قبض عليه الفرنسيين في 1801، وخلفه جان جاك ديسالين، الذي حافظ على الجزيرة ضد الفرنسيين والإسبان والبريطانيين، وحصلت على استقلالها في عام 1804، وسميت هايتي (وأصبحت هاييتي أول جمهورية سوداء في العالم، أبكر بكثير من أي أمة أفريقية). في غضون ذلك، أثمرت الحرب الجديدة البريطانية الفرنسية عن خسارت فرنسا لكل مستعمراتها لصالح بريطانيا. هذه الحرب استقرت في معاهدة أميهن (Peace of Amiens) في عام 1802، ولكن عند استئناف الحرب في 1803، احتلت بريطانيا مباشرة المستعمرات الفرنسية. وهكذا جاء إعادة شراء لويزيانا في عام 1800 بلا نفع، بسبب أن نجاح الثورة في هاييتي أقنع بونابرت أن استحواذ لويزيانا لن يكون ذو قيمة، فباعت فرنسا لويزيانا إلى الولايات المتحدة في عام 1803. ولم تكن محاولة فرنسا لتأسيس مستعمرة لها في مصر مجدية في عام 1798 - 1801.

## المستعمرات

### قارة أمریكا

#### أمريكيا الشمالية
- كندا
- الولايات المتحدة
- هايتي

#### أمريكا الجنوبية
- البرازيل (ريو دي جانيرو)
- غويانا الفرنسية

### أفريقيا

#### شمال أفريقيا
- مصر
- تونس
- المغرب
- موريتانيا
- الجزائر

#### وسط أفريقيا
- بينين
- بوركينا فاسو
- ساحل العاج
- غينيا
- توغو
- مالي
- النيجر
- السنغال

#### أفريقيا الاستوائية
- الكاميرون
- جمهورية أفريقيا الوسطى
- تشاد
- الغابون
- جمهورية الكونغو

#### أفريقيا الجنوبية
- جزر القمر
- مدغشقر

### آسيا

#### الشام
- سوريا
- لبنان
- العراق (شمال العراق - الموصل)
- أجزاء من الأناضول

#### الهند الصينية
- فييتنام
- كمبوديا
- لاوس